# 南陳行政區劃
陈朝（557年—589年）的行政区划袭承南梁，实行州、郡、县三级制。
州是第一级行政区。州的最高行政长官一般称刺史，授予权臣则改称牧。
郡是第二级行政区。郡的最高行政长官一般称太守，国都建康所在丹阳郡称丹阳尹，郡王的封地则改太守为内史，开国郡公的封地则改太守为相。
县是第三级行政区。县的最高行政长官一般称令（大县）或长（小县），开国县公、侯、伯、子、男的封地则改令、长为相。
陈朝在立国之初仅能事迹控制江东一带，陈文帝时，削平浙、闽、粤、桂各地军阀，击败占据郢、湘的梁朝王琳势力，基本统一长江以南的长江中下游地域，与北方的北齐、北周以及盘踞江陵的后梁对峙。陈宣帝时，在北齐末年进行太建北伐，一度获得淮河、长江之间的淮南地区，在北周统一北方后，又丧失于北周。589年，隋朝南征，灭陈，统一中国。废除郡，改为州、县二级制。
南朝有大量的侨置州、郡、县，列表只列出实州、实郡、实县，以及辖有实郡的侨州，和辖有实县的侨郡。

## 行政區劃列表
| 州/郡名        | 治所                                                       | 属郡/县 | 备注 |
| -------------- | ---------------------------------------------------------- | --- | --- |
| 楊州           | 治建康（今江苏省南京市）                                   | 辖实郡：丹楊郡；吴郡、吴兴郡（二郡587年改属吴州）；会稽郡、临海郡、永嘉郡、新安郡、新宁郡（五郡562年改属东扬州）；东阳郡（559年改属缙州）；海宁郡（558年置，旋废）。侨郡（有实县）：南琅邪彭城二郡、陈留郡                             | |
| 丹楊郡         | 治建康（今江苏省南京市）                                   | 建康县、秣陵县、丹阳县、溧阳县、永世县、江宁县、句容县 | |
| 南琅邪彭城二郡 | 治白下城（今江苏省南京市北幕府山南麓）                     | 江乘县、湖熟县、同夏县、建安县、乌山县 | 侨郡，578年一度改为建兴郡，建安、乌山二县579年置                                                          |
| 陈留郡         | 治石封（今安徽省广德县）                                   | 石封县、广德县、故鄣县、安吉县 | 侨郡，原名广梁郡                                                                                          |
| 吳州           | 治吴（今江苏省苏州市）                                     | 辖郡：吴郡、吴兴郡、钱唐郡 | 587年置                                                                                                   |
| 吴郡           | 治吴（今江苏省苏州市）                                     | 吴县、娄县、嘉兴县、昆山县、桐庐县、海盐县、盐官县、前京县（588年改属信义郡）、钱唐县、富阳县、新城县（三郡588年改属钱唐郡） | 原属扬州，588年来属，分置钱唐郡，588-589年太守改为內史                                                    |
| 吳興郡         | 治乌程（今浙江省湖州市）                                   | 乌程县、武康县、余杭县、东迁县、长城县、临安县、原乡县、於潜县 | 原属扬州，588年来属，分置钱唐郡，588-589年太守改为內史                                                    |
| 钱唐郡         | 治钱唐（今浙江省杭州市）                                   | 钱唐县、富阳县、新城县、於潜县 | 588年分吴郡（钱唐县、富阳县、新城县）、吳興郡（於潜县）置，588-589年太守改为內史                          |
| 海宁郡         | 治今浙江省海宁市一带                                       | 盐官县、前京县、海盐县 | 558年分吴郡置，旋废                                                                                       |
| 東楊州         | 治山阴（今浙江省绍兴市）                                   | 辖郡：会稽郡、临海郡、永嘉郡、新安郡、东阳郡，新宁郡（旋废），晋安郡、建安郡（二郡568年改属丰州） | 562年置                                                                                                   |
| 會稽郡         | 治山阴（今浙江省绍兴市）                                   | 山阴县、會稽县、永兴县、上虞县、始宁县、句章县、余姚县、鄞县、鄮县、诸暨县、剡县 | 562年之前属扬州，586-589年太守改为內史                                                                    |
| 臨海郡         | 治章安（今浙江省临海市章安镇）                             | 章安县、临海县、宁海县、始丰县、乐安县 | 562年之前属扬州，568-589年太守改为內史                                                                    |
| 永嘉郡         | 治永宁（今浙江省温州市）                                   | 永宁县、安固县、松阳县、横阳县、乐成县 | 562年之前属扬州，583-589年太守改为內史                                                                    |
| 新安郡         | 治始新（今浙江省淳安县新安江北岸）                         | 始新县、黟县、遂安县、歙县、寿昌县、海宁县 | 562年之前属扬州，565-582年太守改为內史                                                                    |
| 新宁郡         | 治海宁（今安徽省休宁县东北）                               | 海宁县 | 562年之前属扬州，562年废入新安郡                                                                          |
| 東陽郡         | 治长山（今浙江省金华市）                                   | 长山县、太末县、乌伤县、永康县、建德县、丰安县、定阳县、武义县、信安县 | 原属扬州，559年属缙州，562年来属，588-589年太守改为內史                                                   |
| 信安郡         | 治信安（今安徽省休宁县东北）                               | 信安县 | 559年分東陽郡置，属缙州，562年废                                                                          |
| 缙州           | 治长山（今浙江省金华市）                                   | 辖郡：東陽郡、信安郡 | 559年置，562年废                                                                                          |
| 豐州           | 治东候官（今福建省福州市）                                 | 辖郡：晋安郡、建安郡、南安郡 | 557年置闽州，564年废，568年置豐州                                                                         |
| 晋安郡         | 治东候官（今福建省福州市）                                 | 东候官县、候官县、温麻县 | 原属江州，557年属闽州，562年属東揚州，568年来属，565-589年太守改为內史                                    |
| 建安郡         | 治建安（今福建省建瓯市）                                   | 建安县、吴兴县、将乐县、邵武县、建阳县、绥城县、沙村县 | 原属江州，557年属闽州，562年属東揚州，568年来属，572-589年太守改为內史                                    |
| 南安郡         | 治晋安（今福建省南安市东豐州）                             | 晋安县、龙溪县、兰水县、绥安县 | 原属江州，568年来属，583-589年太守改为內史                                                                |
| 南徐州         | 侨治京口（今江苏省镇江市）                                 | 辖郡：東海郡、晋陵郡、義興郡、江阴郡、信义郡 | 侨州 |
| 東海郡         | 侨治京口（今江苏省镇江市）                                 | 郯县（侨县）、丹徒县、兰陵县、曲阿县 | 侨郡 |
| 晋陵郡         | 治晋陵（今江苏省常州市）                                   | 晋陵县、延陵县、无锡县、暨阳县 | |
| 義興郡         | 治阳羡（今江苏省宜兴市）                                   | 阳羡县、临津县、义乡县、国山县 | |
| 江阴郡         | 治江阴（今江苏省江阴市）                                   | 江阴县、利城县、梁丰县 | 557-589年太守改为內史                                                                                     |
| 信义郡         | 治南沙（今江苏省常熟市西北）                               | 南沙县、信义县、海阳县、前京县、海虞县、兴国县、常熟县 | 583-589年太守改为內史                                                                                     |
| 南豫州         | 治姑熟（今安徽省当涂县） 573年-579年：历阳（今安徽省和县） | 辖郡：淮南郡、淮南郡 | 侨州 |
| 淮南郡         | 治姑熟（今安徽省当涂县）                                   | （实县）：于湖县、西乡县 （侨县）：繁昌县、当涂县、襄垣县 | 侨郡，576-589年太守改为內史                                                                               |
| 宣城郡         | 治宛陵（今安徽省宣城市）                                   | 宛陵县、宁国县、宣城县、石埭县、泾县、安吴县、怀安县、广阳县 | |
| 历阳郡         | 治历阳（今安徽省和县）                                     | 历阳县 | 573年克北齐而得，579年失陷于北周                                                                          |
| 临江郡         | 治乌江（今安徽省和县西北）                                 | 乌江县 | 580年克北周而得，旋即失陷于北周                                                                           |
| 南丹阳郡       | 治采石（今安徽省马鞍山市采石矶）                           | | 563年废                                                                                                   |
| 北江州         | 治南陵（今安徽省池州市贵池区西南）                         | 辖郡：南陵郡 | 侨州 |
| 南陵郡         | 治南陵（今安徽省池州市贵池区西南）                         | 南陵县、石城县、临城县、故治县、定陵县（侨县） | |
| 江州           | 治湓口城（今江西省九江市）                                 | 辖郡：寻阳郡、鄱阳郡（一度属吴州）、太原郡（侨郡）、豫章郡、庐陵郡、南康郡、巴山郡（原属高州）、豫宁郡（原属高州）、臨川郡（原属高州）、安成郡（原属高州）、廣豐郡、安乐郡、齐昌郡（陷于北周）、晋熙郡（改属晋州）、南安郡（改属豐州） | |
| 寻阳郡         | 治柴桑（今江西省九江市西南）                               | 柴桑县、上甲县、龙城县、汝南县（侨县） | 582-589年太守改为內史                                                                                     |
| 鄱阳郡         | 治鄱阳（今江西省鄱阳县）                                   | 鄱阳县、葛阳县、余干县、安仁县、银城县、上饶县 | 560-589年太守改为內史，581年改属吴州（辖鄱阳一郡），陈末废吴州，鄱阳来属                                  |
| 太原郡         | 治彭泽（今江西省彭泽县东北）                               | （实县）：彭泽县 （侨县）：晋阳县、和城县、天水县 | 侨郡，588-589年太守改为內史                                                                               |
| 豫章郡         | 治南昌（今江西省南昌市）                                   | 南昌县、建城县、新淦县、望蔡县、吴平县、康乐县、宜丰县、钟陵县 | 569-589年太守改为內史，565年一度废除，之后恢复                                                            |
| 庐陵郡         | 治石阳（今江西省吉水县东北）                               | 石阳县、吉阳县、巴丘县、高昌县、阳丰县、遂兴县、西昌县、东昌县 | 565-589年太守改为內史                                                                                     |
| 南康郡         | 治赣（今江西省赣州市东北）                                 | 赣县、雩都县（陈末前废除）、陂阳县、宁都县、南康县、南野县、平固县、虔化县、安远县 | 557-589年太守改为內史                                                                                     |
| 巴山郡         | 治巴山（今江西省崇仁县西南）                               | 巴山县、丰城县、新建县、新淦县、兴平县、西宁县 | 582-589年太守改为內史，562年由高州（治巴山，下辖巴山、豫宁、臨川、安成四郡，562年废入江州）来属           |
| 豫宁郡         | 治豫宁（今江西省武宁县西）                                 | 豫宁县、艾县、永修县、建昌县、新吴县 | 562年由高州来属                                                                                           |
| 臨川郡         | 治南城（今江西省抚州市临川区西）                           | 南城县、临汝县、永城县、宜黄县、南丰县、东兴县、西丰县、定川县、安浦县 | 557-559年太守改为內史，562年由高州来属                                                                    |
| 安成郡         | 治平都（今江西省安福县东南）                               | 平都县、新喻县、永新县、萍乡县、宜阳县、安复县 | 559-569年太守改为內史，562年由高州来属                                                                    |
| 廣豐郡         | 治廣豐（今江西省丰城市南）                                 | 廣豐县 | |
| 安樂郡         | 治广兴（今江西省莲花县南）                                 | 广兴县 | 原属安成郡，558年分置                                                                                     |
| 齐昌郡         | 治齐昌（今湖北省蕲春县北）                                 | 齐昌县、蕲水县 | 573年克北齐而得，579年失陷于北周                                                                          |
| 宁州           | 治南城（今江西省南城县东南）                               | （辖郡县不详） | 以周敷为刺史，560年废                                                                                     |
| 晋州           | 治南城（今江西省南城县东南）                               | 晉熙郡、大雷郡、枞阳郡 | 576年置，579年失陷于北周                                                                                  |
| 晉熙郡         | 治怀宁（今安徽省潜山县）                                   | 怀宁县 | 573年克北齐而得，属江州，576年改属晋州，579年失陷于北周，575-579年太守改为內史                            |
| 大雷郡         | 治新冶（今安徽省望江县）                                   | 新冶县 | 576年克北齐而得，579年失陷于北周                                                                          |
| 枞阳郡         | 治枞阳（今安徽省枞阳县）                                   | 枞阳县、阴安县（侨县） | 576年克北齐而得，579年失陷于北周                                                                          |
| 郢州           | 治夏口城（今湖北省武汉市武昌区）                           | 辖郡：江夏郡、上雋郡、武昌郡、西阳郡 | 560年克王琳而得                                                                                           |
| 江夏郡         | 治汝南（今湖北省武汉市武昌区）                             | 汝南县（侨县）、永兴县 | 565-589年太守改为內史                                                                                     |
| 上雋郡         | 治下雋（今湖北省通城县西北）                               | 下雋县、沙阳县、浦圻县、乐化县 | |
| 武昌郡         | 治武昌（今湖北省鄂州市）                                   | 武昌县、鄂县、阳新县、西陵县 | 576-582年太守改为相，582-589年太守改为內史                                                                |
| 齐安郡         | 治齐安（今湖北省麻城市西南）                               | 齐安县、南安县 | 573年克北齐而得，579年失陷于北周                                                                          |
| 西阳郡         | 治保城（今湖北省蕲春县西南）                               | 保城县、西阳县（侨县） | 侨郡，保城县573年克北齐而得，579年失陷于北周，583-589年太守改为內史                                       |
| 巴州           | 治巴陵（今湖南省岳阳市）                                   | 辖郡：巴陵郡 | 560年克王琳而得                                                                                           |
| 巴陵郡         | 治巴陵（今湖南省岳阳市）                                   | 巴陵县 | 557-589年太守改为內史                                                                                     |
| 湘州           | 治临湘（今湖南省长沙市）                                   | 辖郡：長沙郡、湘东郡、衡阳郡、邵陵郡、岳陽郡、零陵郡、永陽郡、绥越郡、樂梁郡 | 560年克王琳而得                                                                                           |
| 長沙郡         | 治临湘（今湖南省长沙市）                                   | 临湘县、醴陵县、浏阳县、建宁县 | 569-589年太守改为內史                                                                                     |
| 湘东郡         | 治临蒸（今湖南省衡阳市）                                   | 临蒸县、茶陵县、耒阳县、攸水县、新城县（分临蒸县置）、新宁县、阴山县、湘潭县 | 560-?年太守改为相，583-589年太守改为內史                                                                  |
| 衡阳郡         | 治湘西（今湖南省株洲市西南）                               | 湘西县、益阳县、湘乡县、新康县、衡山县、重安县 | 560-589年太守改为內史                                                                                     |
| 邵陵郡         | 治邵陵（今湖南省邵阳市）                                   | 邵陵县、都梁县、扶夷县、高平县、武强县、邵阳县 | 566-585年太守改为相，587-589年太守改为內史                                                                |
| 岳陽郡         | 治岳阳（今湖南省汨罗市东）                                 | 岳阳县、玉山县、湘滨县、吴昌县、罗县、湘阴县（侨县） | 582-589年太守改为內史                                                                                     |
| 零陵郡         | 治泉陵（今湖南省永州市）                                   | 泉陵县、洮阳县、零陵县、祁阳县、观阳县、永昌县、应阳县 | 557-589年太守改为相                                                                                       |
| 永陽郡         | 治营浦（今湖南省道县西北）                                 | 营道县、泠道县、营浦县、舂陵县 | 568-589年太守改为內史                                                                                     |
| 绥越郡         | 治绥越（今广西富川瑶族自治县南）                           | 绥越县 | 陈新置，584-589年太守改为相                                                                               |
| 樂梁郡         | 治荡山（今广西贺州市西南）                                 | 荡山县、游安县 | |
| 武州           | 治临沅（今湖南省常德市）                                   | 辖郡：武陵郡、南陽郡、沅陵郡、藥山郡、夜郎郡、南平郡、天門郡、義陽郡 | 560年克王琳而得，575年之后与沅州合并，改称沅州                                                            |
| 武陵郡         | 治临沅（今湖南省常德市）                                   | 临沅县、沅南县、汉寿县、辰阳县、龙阳县 | 565-589年太守改为內史                                                                                     |
| 南陽郡         | 治龙标（今湖南省泸溪县西南）                               | 龙标县 | 侨郡 |
| 沅陵郡         | 治沅陵（今湖南省沅陵县西南）                               | 沅陵县、盐泉县、大乡县、零陵县 | 原名通宁郡，在与武州合并前属沅州（辖通宁一郡），583-589年太守改为內史                                     |
| 藥山郡         | 治藥山（今湖南省沅江市）                                   | 藥山县、重华县 | |
| 夜郎郡         | 治夜郎（今湖南省吉首市）                                   | 夜郎县 | |
| 荊州           | 治公安（今湖北省公安县西北）                               | 辖郡：南平郡、天門郡、義陽郡（侨郡） | 567年分武州置                                                                                             |
| 南郡           | （不详）                                                   | （辖县不详） | 侨郡，583-589年太守改为內史                                                                               |
| 河東郡         | （不详）                                                   | （辖县不详） | 侨郡，573-589年太守改为內史                                                                               |
| 南平郡         | 治孱陵（今湖北省公安县西南）                               | 孱陵县、作唐县、公安县、安南县、永安县 | 560年之前南平郡属武州，560年改属南荆州（祐州），567年改属荆州，573-578年太守改为相，583-589年太守改为內史 |
| 天門郡         | 治澧阳（今湖南省石门县）                                   | 澧阳县、零阳县、临澧县、溇中县 | 567年之前属武州                                                                                           |
| 義陽郡         | 治安乡（今湖南省安乡县西南）                               | 安乡县、平氏县（侨县）、厥西县（侨县） | 侨郡，567年之前属武州，573-?年太守改为相，582-589年太守改为內史                                           |
| 祐州           | 治松滋（今湖北省松滋市西北）                               | 辖郡：宜都郡、南平郡、罗郡 | 原称南荆州，560年克王琳而得，567年南平郡改属荊州                                                          |
| 宜都郡         | 治夷陵（今湖北省枝江市）                                   | 夷陵县、夷道县、佷山县、归化县、受陵县、宜昌县 | 573-589年太守改为內史                                                                                     |
| 罗郡           | （不详）                                                   | （辖县不详） | 560年置，之后废除                                                                                         |
| 信州           | 治安蜀城（今湖北省宜昌市西北西陵峡口南岸）                 | （辖郡县不详） | 567年之前设立                                                                                             |
| 廣州           | 治番禺（今广东省广州市）                                   | 辖郡：南海郡、东官郡、高要郡、晋康郡、宋隆郡、梁泰郡、清远郡、乐昌郡、梁化郡、义安郡、绥建郡 | |
| 南海郡         | 治番禺（今广东省广州市）                                   | 番禺县、龙川县、博罗县、河源县、陆安县、新丰县、增城县 | 583-589年太守改为內史                                                                                     |
| 東官郡         | 治宝安（今广东省深圳市宝安区西南头镇）                     | 宝安县、海安县、齐昌县、海丰县、兴宁县 | |
| 高要郡         | 治高要（今广东省肇庆市）                                   | 高要县 | |
| 晉康郡         | 治端溪（今广东省德庆县）                                   | 端溪县、元溪县、乐城县、悦城县、都城县、晋化县、文招县、威城县 | |
| 宋隆郡         | 治平兴（今广东省高要市东南）                               | 平兴县、建宁县、招兴县、崇德县、崇化县、南安县、初宁县 | |
| 梁泰郡         | 治梁泰（今广东省佛山市高明区东）                           | 梁泰县 | |
| 清远郡         | 治翁源（今广东省翁源县西北）                               | 翁源县、清远县、中宿县、威正县、恩洽县、廉平县、浮护县 | 560年太守改为相                                                                                           |
| 樂昌郡         | 治始昌（今广东省四会市北）                                 | 始昌县、乐山县、宋元县、义立县、安乐县 | |
| 梁化郡         | 治怀安（今广东省惠东县梁化镇）                             | 怀安县、欣乐县 | |
| 义安郡         | 治海阳（今广东省潮州市东北）                               | 海阳县、绥安县、海宁县、义招县、潮阳县、程乡县 | |
| 綏建郡         | 治新招（今广东省广宁县南绥江南岸）                         | 新招县、四会县、化蒙县、化穆县、化注县、怀集县 | 582-589年太守改为相                                                                                       |
| 新州           | 治新兴（今广东省新兴县）                                   | 辖郡：新宁郡、新会郡 | |
| 新寧郡         | 治新兴（今广东省新兴县）                                   | 新兴县、铜陵县、流南县、西城县、博林县、索卢县、抚纳县、南兴县、单牒县 | 586-589年太守改为內史                                                                                     |
| 新会郡         | 治盆允（今广东省江门市新会区北）                           | 盆允县、新夷县、封乐县、义宁县、封平县、初宾县、新建县、永昌县、化召县、怀集县、熙潭县 | 586-589年太守改为內史                                                                                     |
| 高州           | 治高凉（今广东省阳江市西）                                 | 辖郡：高凉郡、杜陵郡、海昌郡、永宁郡、宋康郡、齐安郡、阳春郡、连江郡、南巴郡、电白郡 | |
| 高涼郡         | 治高凉（今广东省阳江市西）                                 | 高凉县、务德县、茂名县 | |
| 杜陵郡         | 治杜陵（今广东省阳江市西）                                 | 杜陵县 | |
| 海昌郡         | 治海昌（今广东省高州市东北）                               | 海昌县、宁化县 | |
| 永寧郡         | 治今广东省电白县西北                                       | 杜罗县、金安县、蒙县、廖简县、留城县 | |
| 宋康郡         | 治广化（今广东省阳江市西）                                 | 广化县、单城县、石门县、化隆县、遂度县、威覃县、开宁县、海邻县、绥定县、舆定县 | |
| 齊安郡         | 治齐安（今广东省恩平市北）                                 | 齐安县 | |
| 陽春郡         | 治陽春（今广东省陽春市）                                   | 陽春县 | |
| 連江郡         | 治連江（今广东省电白县电城镇东）                           | 連江县 | |
| 南巴郡         | 治南巴（今广东省高州市东）                                 | 南巴县、梁封县 | |
| 電白郡         | 治電白（今广东省高州市东北）                               | 電白县 | |
| 南合州         | 治今广东省海康县                                           | 辖郡：齊康郡 | |
| 齊康郡         | 治齊康（今广东省徐闻县南）                                 | 齊康县、摸落县（陈新置）、罗阿县（陈新置）、雷川县 | |
| 羅州           | 治石龍（今广东省化州市）                                   | 辖郡：石龍郡、高興郡 | |
| 石龍郡         | 治石龍（今广东省化州市）                                   | 石龍县 | |
| 高興郡         | 治高兴（今广东省化州市）                                   | 高兴县、宋和县、宁单县、威成县、夫罗县、南安县、归安县、陈莲县、高城县、新建县 | |
| 越州           | 治合浦（今广西合浦县东北旧州）                             | 辖郡：合浦郡、封山郡、龍蘇郡、定川郡、抱郡、百梁郡 | |
| 合浦郡         | 治合浦（今广西合浦县东北旧州）                             | 合浦县、椹县、扇沙县、北流县、陆川县、南昌县 | |
| 封山郡         | 治封山（今广西灵山县南）                                   | 封山县、廉昌县 | |
| 龍蘇郡         | 治龍蘇（今广西浦北县北苏村）                               | 龍蘇县、大廉县 | |
| 定川郡         | 治兴昌（今广西玉林市西南）                                 | 兴昌县 | |
| 抱郡           | 治抱县（今广西容县、北海市一带）                           | 抱县 | 陈新置 |
| 百梁郡         | 治百梁（今广西合浦县东北）                                 | 百梁县 | |
| 桂州           | 治始安（今广西桂林市）                                     | 辖郡：始安郡、桂林郡、象郡、韶阳郡、安成郡、领方郡、晋兴郡 | |
| 始安郡         | 治始安（今广西桂林市）                                     | 始安县、荔浦县、永丰县、平乐县 | 573-583年太守改为相，583-588年太守改为內史                                                                |
| 桂林郡         | 治武熙（今广西柳州市西南）                                 | 武熙县、中溜县、常安县、安化县 | |
| 象郡           | 治今广西鹿寨县雒容南                                       | （辖县不详） | |
| 韶阳郡         | 治阳寿（今广西象州县）                                     | 阳寿县、淮阳县、西宁县 | |
| 安成郡         | 治安成（今广西宾阳县东安城镇）                             | 安成县 | |
| 领方郡         | 治领方（今广西宾阳县西南古城）                             | 领方县 | |
| 晉興郡         | 治晋兴（今广西南宁市南）                                   | 晋兴县、熙注县、桂林县、增翊县、安广县、广郁县、晋城县、郁阳县 | |
| 東衡州         | 治曲江（今广东省韶关市南武水西岸）                         | 辖郡：始興郡、安遠郡、盧陽郡 | 560年分衡州置，573年-581年二州又合并为衡州                                                                |
| 始興郡         | 治曲江（今广东省韶关市南武水西岸）                         | 曲江县、梁化县、浈阳县、平石县 | 557-589年太守改为內史                                                                                     |
| 安遠郡         | 治今广东省南雄市东北                                       | 始興县、须阳县 | |
| 盧陽郡         | 治盧陽（今湖南省汝城县南）                                 | 盧陽县 | |
| 西衡州         | 治含洭（今广东省英德市西北浛洭）                           | 辖郡：陽山郡、梁乐郡、桂阳郡、齊樂郡、臨賀郡 | 原名衡州，560年分置東衡州，573年-581年二州又合并为衡州                                                    |
| 陽山郡         | 治含洭（今广东省英德市西北浛洭）                           | 含洭县、陽山县、广惠县、桂阳县 | 559-569年太守改为相，583-589年太守改为內史                                                                |
| 梁乐郡         | 治梁乐（今广东省阳山县南）                                 | 梁乐县 | |
| 桂阳郡         | 治郴县（今湖南省郴州市）                                   | 郴县、临武县、南平县、便县、晋宁县、汝城县 | 560-563年太守改为相，568-589年太守改为內史                                                                |
| 齊樂郡         | 治熙平（今广东省连山壮族瑶族自治县北）                     | 熙平县、武化县、观宁县 | |
| 臨賀郡         | 治临贺（今广西贺州市贺街镇）                               | 臨賀县、冯乘县、谢沐县、富川县、封阳县、兴安县 | 583-589年太守改为內史                                                                                     |
| 東寧州         | 治齐熙（今广西融水苗族自治县）                             | 辖郡：齊熙郡、黄水郡、梁化郡 | |
| 齊熙郡         | 治齐熙（今广西融水苗族自治县）                             | 齐熙县 | |
| 黄水郡         | 治黄水（今广西罗城县西北）                                 | 黄水县、临牂县 | |
| 梁化郡         | 治梁化（今广西鹿寨县北）                                   | 梁化县、建陵县 | |
| 成州           | 治梁信（今广东省封开县东南贺江口）                         | 辖郡：梁信郡、苍梧郡 | |
| 梁信郡         | 治梁信（今广东省封开县东南贺江口）                         | 梁信县、封兴县 | 582-589年太守改为相                                                                                       |
| 苍梧郡         | 治广信（今广西梧州市）                                     | 广信县、宁新县、遂城县、猛陵县 | |
| 靜州           | 治龙平（今广西昭平县）                                     | 辖郡：梁壽郡、靜慰郡、南靜郡、開江郡、逍遙郡、武城郡 | |
| 梁壽郡         | 治龙平（今广西昭平县）                                     | 龙平县 | |
| 静慰郡         | 治今广西昭平县北                                           | 博劳县、安乐县 | |
| 南靜郡         | 治开建（今广东省封开县北）                                 | 开建县 | |
| 開江郡         | 治開江（今广西昭平县东南）                                 | 開江县 | |
| 武城郡         | 治豪静（今广西昭平县南）                                   | 豪静县 | |
| 逍遙郡         | 治今广西昭平县南                                           | （辖县不详） | 582-589年太守改为相                                                                                       |
| 建州           | 治安遂（今广东省郁南县东南）                               | 辖郡：廣熙郡 | |
| 廣熙郡         | 治安遂（今广东省郁南县东南）                               | 安遂县、永熙县、安南县、罗平县、宁乡县、长化县、定昌县、宝宁县 | |
| 雙州           | 治龙乡（今广东省罗定市南）                                 | 辖郡：平原郡、開陽郡、羅陽郡 | |
| 平原郡         | 治龙乡（今广东省罗定市南）                                 | 龙乡县 | |
| 開陽郡         | 治開陽（今广东省罗定市东南）                               | 開陽县 | |
| 羅陽郡         | 治羅陽（今广东省罗定市西）                                 | 羅陽县 | |
| 石州           | 治夫宁（今广西藤县东北）                                   | 辖郡：永平郡、陰石郡、梁德郡、建陵郡、永業郡 | |
| 永平郡         | 治夫宁（今广西藤县东北）                                   | 夫宁县、卢平县、员乡县、逋宁县、雷乡县、开城县、毗平县、武林县、田叔安县、苏平县 | |
| 陰石郡         | 治陰石（今广西容县）                                       | 陰石县 | |
| 梁德郡         | 治梁德（今广东省信宜市东北）                               | 梁德县 | |
| 建陵郡         | 治安基（今广西岑溪市西北）                                 | 安基县、建陵县 | |
| 永業郡         | 治永業（今广西岑溪市东北）                                 | 永業县 | |
| 南定州         | 治布山（今广西桂平市西南古城）                             | 辖郡：鬱林郡、石南郡、桂平郡、宁浦郡、简阳郡、樂陽郡、嶺山郡 | |
| 鬱林郡         | 治布山（今广西桂平市西南古城）                             | 布山县、郁平县、郁林县、阿林县、马度县、龙山县、怀泽县 | |
| 石南郡         | 治今广西玉林市石南镇东北                                   | （辖县不详） | |
| 桂平郡         | 治桂平（今广西桂平市西）                                   | 桂平县 | |
| 宁浦郡         | 治宁浦（今广西横县西南）                                   | 宁浦县 | |
| 简阳郡         | 治简阳（今广西横县西南）                                   | 简阳县 | |
| 樂陽郡         | 治平山（今广西横县东北）                                   | 平山县 | |
| 嶺山郡         | 治嶺山（今广西横县西）                                     | 嶺山县 | |
| 安州           | 治宋壽（今广西钦州市东北）                                 | 辖郡：宋壽郡、宋廣郡、安京郡 | |
| 宋壽郡         | 治宋壽（今广西钦州市东北）                                 | 宋壽县 | |
| 宋廣郡         | 治宋廣（今广西灵山县西南）                                 | 宋廣县 | |
| 安京郡         | 治安京（今广西钦州市北）                                   | 安京县 | |
| 龍州           | 治潭中（今广西柳州市东南）                                 | 辖郡：馬平郡 | |
| 馬平郡         | 治潭中（今广西柳州市东南）                                 | 潭中县、建安县、始集县、龙平县、宾平县、新林县、绥宁县、中胄县、晋平县、威化县 | |
| 崖州           | 治义伦（今海南省儋州市西北）                               | 辖郡：珠崖郡 | |
| 珠崖郡         | 治义伦（今海南省儋州市西北）                               | 义伦县、武德县 | |
| 宜州           | 治不详                                                     | （辖郡不详） | |
| 黃州           | 治安平（今广西防城港西南）                                 | 辖郡：宁海郡 | |
| 宁海郡         | 治安平（今广西防城港西南）                                 | 安平县、海平县、玉山县 | |
| 利州           | 治金宁（今越南河静省河静西北）                             | 辖县：金宁县 | |
| 明州           | 治交谷（今越南河静省河静以南）                             | 辖县：交谷县 | |
| 交州           | 治龙编（今越南北宁省仙游东）                               | 辖郡：交趾郡、宋平郡、武平郡 | |
| 交趾郡         | 治龙编（今越南北宁省仙游东）                               | 龙编县、句漏县、武宁县、望海县、吴兴县、西于县、朱鸢县、南定县、曲易县、羸阝娄县 | |
| 宋平郡         | 治昌国（今越南河内）                                       | 昌国县 | |
| 武平郡         | 治武定（今越南永福省永福东南平州）                         | 武定县、平道县、武兴县、根宁县、南移县 | |
| 興州           | 治嘉宁（今越南富寿省白鹤县南凤州）                         | 辖郡：新昌郡 | |
| 新昌郡         | 治嘉宁（今越南富寿省白鹤县南凤州）                         | 嘉宁县、范信县、西道县、吴定县、新道县、晋化县、临西县 | 588-589年太守改为內史                                                                                     |
| 愛州           | 治移风（今越南清化省西北清化马江南岸）                     | 辖郡：九真郡 | |
| 九真郡         | 治移风（今越南清化省西北清化马江南岸）                     | 移风县、胥浦县、日南县、松原县、高安县、吉庞县、常乐县、津梧县、武宁县、军安县 | |
| 德州           | 治九德（今越南义安省荣市）                                 | 辖郡：九德郡 | |
| 九德郡         | 治九德（今越南义安省荣市）                                 | 九德县、安远县、咸驩县、浦阳县、南陵县、都洨县、越常县、西安县 | |
| 德州           | 治九德（今越南义安省荣市）                                 | 辖郡：九德郡 | |
| 九德郡         | 治九德（今越南义安省荣市）                                 | 九德县、安远县、咸驩县、浦阳县、南陵县、都洨县、越常县、西安县 | |
| 南兗州         | 治广陵（今江苏省扬州市西北蜀冈上）                         | 辖郡：广陵郡、海陵郡、盱眙郡、秦郡、神农郡、盐城郡、沛郡 | 573年克北齐而得，579年失陷于北周                                                                          |
| 广陵郡         | 治广陵（今江苏省扬州市西北蜀冈上）                         | 广陵县、江都县 | |
| 海陵郡         | 治建陵（今江苏省泰州市东北）                               | 海陵县、宁海县、如皋县、临泽县、建陵县（侨县） | |
| 盐城郡         | 治盐城（今江苏省盐城市）                                   | 盐城县 | |
| 沛郡           | 治沛县（今安徽省天长市西北）                               | 沛县（侨县）、横山县、义城县 | 侨郡 |
| 义州           | 治尉氏（今江苏省南京市六合区）                             | 辖郡：秦郡 | 578年置，旋废                                                                                             |
| 秦郡           | 治尉氏（今江苏省南京市六合区）                             | 尉氏县（侨县）、昌国县（侨县）、堂邑县 | 573年克北齐而得，属南谯州，575年改属南兗州，578年来属，旋即回归南兗州，579年失陷于北周                    |
| 北兗州         | 治淮阴城（今江苏省淮安市淮阴区西南甘罗城）                 | 辖郡：淮阴郡、阳平郡、山阳郡 | 侨州，573年克北齐而得，579年失陷于北周                                                                    |
| 淮阴郡         | 治淮阴城（今江苏省淮安市淮阴区西南甘罗城）                 | 怀恩县 | |
| 阳平郡         | 治安宜（今江苏省宝应县西南）                               | （实县）：石鳖县、西谯县 （侨县）：安宜县、太清县、北谯县 | 侨郡 |
| 山阳郡         | 治山阳（今江苏省淮安市）                                   | 山阳县 | 侨郡 |
| 南谯州         | 治盱眙（今江苏省盱眙县东北） 顿丘（今安徽省滁州市）        | 辖郡：盱眙郡、秦郡、神农郡、新昌郡、南梁郡、北谯郡、高塘郡 | 573年克北齐而得，579年失陷于北周                                                                          |
| 盱眙郡         | 治盱眙（今江苏省盱眙县东北）                               | （实县）：盱眙县、阳城县、直渎县 （侨县）：长乐县、考城县 | 573年克北齐而得，属南谯州，575年改属南兗州，579年失陷于北周                                               |
| 新昌郡         | 治顿丘（今安徽省滁州市）                                   | 顿丘县（侨县）、乐巨县 | |
| 神农郡         | 治高邮（今江苏省高邮市）                                   | 高邮县、竹塘县、三归县 | 573年克北齐而得，属南谯州，575年改属南兗州，579年失陷于北周                                               |
| 北谯郡         | 治北谯（今安徽省全椒县北）                                 | 北谯县（侨县）、西谯县 | 575年分阳平郡置，579年失陷于北周                                                                          |
| 高塘郡         | 治高塘城（今安徽省来安县东北）                             | （实县）：盘塘县、石城县 （侨县）：平阿县、兰陵县 | |
| 合州           | 治合肥城（今安徽省合肥市）                                 | 辖郡：南梁郡 | 573年克北齐而得，579年失陷于北周                                                                          |
| 南梁郡         | 治阜陵戍（今安徽省全椒县东南）                             | 慎县（侨县） | 573年克北齐而得，属合州，575年改属南谯州，579年失陷于北周                                                 |
| 庐江郡         | 治庐江（今安徽省庐江县西）                                 | 庐江县 | |
| 安州           | 治宿预（今江苏省宿迁市东南）                               | 辖郡：宿预郡、高平郡 | 575年克北齐而得，579年失陷于北周                                                                          |
| 宿预郡         | 治宿预（今江苏省宿迁市东南）                               | 宿预县 | |
| 高平郡         | 治高平（今江苏省盱眙县西北）                               | 高平县、朱沛县 | 侨郡 |
| 沅州           | 治下邳（今江苏省睢宁县西北）                               | 辖郡：下邳郡 | 575年克北齐而得，579年失陷于北周                                                                          |
| 下邳郡         | 治下邳（今江苏省睢宁县西北）                               | 下邳县 | |
| 冀州           | 治襄贲（今江苏省涟水县北）                                 | 辖郡：海西郡、沭阳郡、淮阳郡 | 侨州，573年克北齐而得，579年失陷于北周                                                                    |
| 海西郡         | 治涟口（今江苏省涟水县北）                                 | 襄贲县（侨县）、海西县 | |
| 沭阳郡         | 治甑山（今江苏省沭阳县东）                                 | 怀文县 | |
| 淮阳郡         | 治今江苏省淮安市淮阴区西                                   | 绥化县、文成县 | |
| 南、北二青州   | 治朐山（今江苏省赣榆县西）                                 | 辖郡：琅邪郡 | 侨州，573年克北齐而得，579年失陷于北周                                                                    |
| 琅邪郡         | 治朐山（今江苏省赣榆县西）                                 | 朐县 | |
| 豫州           | 治寿阳（今安徽省寿县）                                     | 辖郡：梁郡、安丰郡 | 侨州，573年克北齐而得，579年失陷于北周                                                                    |
| 梁郡           | 治寿阳（今安徽省寿县）                                     | 寿阳县 | 侨郡 |
| 安丰郡         | 治安丰（今安徽省霍邱县南）                                 | 安丰县、松滋县 | |
| 仁州           | 治赤坎城（今安徽省固镇县东南）                             | 辖郡：谷阳郡、蕲城郡 | 573年克北齐而得，579年失陷于北周                                                                          |
| 谷阳郡         | 治高昌（今安徽省固镇县固镇）                               | 高昌县、临淮县 | |
| 蕲城郡         | 治蕲城（今安徽省宿州市西南）                               | 蕲城县 | |
| 司州           | 治黄城（今湖北省武汉市黄陂区东）                           | 辖郡：安昌郡、汉阳郡、义阳郡 | 侨州，573年克北齐而得，579年失陷于北周                                                                    |
| 安昌郡         | 治黄城（今湖北省武汉市黄陂区东）                           | 黄陂县 | |
| 汉阳郡         | 治浐县（今湖北省孝感市东）                                 | 浐县、湍县 | |
| 义阳郡         | 治甑山（今湖北省武汉市黄陂区北）                           | 义阳县、信安县、北西阳县 | 侨郡 |
| 霍州           | 治岳安（今安徽省霍山县）                                   | 辖郡：岳安郡、北沛郡 | 573年克北齐而得，579年失陷于北周                                                                          |
| 岳安郡         | 治岳安（今安徽省霍山县）                                   | 岳安县、开化县 | |
| 北沛郡         | 治新蔡（今安徽省霍山县东北）                               | 新蔡县 | |
| 谯州           | 治涡阳（今安徽省蒙城县）                                   | 辖郡：南谯郡、龙亢郡 | 573年克北齐而得，578年失陷于北周                                                                          |
| 南谯郡         | 治涡阳（今安徽省蒙城县）                                   | 涡阳县 | |
| 龙亢郡         | 治龙亢（今安徽省怀远县西北）                               | 龙亢县 | |
| 元州           | 治所不详                                                   | （辖郡不详） | 573年克北齐而得，579年失陷于北周                                                                          |
| 北徐州         | 治钟离（今安徽省凤阳县东）                                 | 辖郡：钟离郡、马头郡、济阴郡、阴陵郡、定远郡 | 侨州，573年克北齐而得，579年失陷于北周                                                                    |
| 钟离郡         | 治钟离（今安徽省凤阳县东）                                 | 钟离县 | |
| 马头郡         | 治马头（今安徽省怀远县西南）                               | 马头县 | |
| 济阴郡         | 治睢陵（今安徽省明光市东北）                               | 睢陵县 | |
| 阴陵郡         | 治阴陵（今安徽省定远县西北）                               | 阴陵县 | |
| 定远郡         | 治定远（今安徽省定远县东南）                               | 定远县 | |
| 潼州           | 治夏丘（今安徽省泗县）                                     | 辖郡：夏丘郡、潼郡 | 575年克北齐而得，579年失陷于北周                                                                          |
| 夏丘郡         | 治夏丘（今安徽省泗县）                                     | 夏丘县、晋陵县 | |
| 潼郡           | 治睢陵（今江苏省睢宁县西南）                               | 睢陵县 | |
| 豫州           | 治宋安（今河南省息县西南）                                 | 辖郡：广陵郡 | 侨州，573年克北齐而得，579年失陷于北周                                                                    |
| 广陵郡         | 治宋安（今河南省息县西南）                                 | 宋安县、光城县、安蛮县、新蔡县、汝南县 | |
| 永州           | 治楚城（今河南省信阳市北）                                 | 辖郡：城阳郡 | 573年克北齐而得，579年失陷于北周                                                                          |
| 城阳郡         | 治义兴（今河南省信阳市东北）                               | 义兴县、城阳县 | |
| 建州           | 治高平城（今河南省商城县东）                               | 辖郡：高平郡、新蔡郡、新城郡 | 573年克北齐而得，579年失陷于北周                                                                          |
| 高平郡         | 治高平城（今河南省商城县东）                               | 高平县 | |
| 新蔡郡         | 治固始（今河南省固始县东）                                 | 固始县、新蔡县（侨县） | 侨郡 |
| 新城郡         | 治新城（今河南省光山县南）                                 | 甑山县 | |
| 朔州           | 治齐坂城（今河南省潢川县东）                               | 辖郡：黄川郡 | 573年克北齐而得，579年失陷于北周                                                                          |
| 黄川郡         | 治安定（今河南省光山县境内）                               | 安定县（侨县） | |
| 光州           | 治光城（今河南省光山县）                                   | 辖郡：光城郡、弋阳郡、宋安郡、丰安郡 | 573年克北齐而得，579年失陷于北周                                                                          |
| 光城郡         | 治光城（今河南省光山县）                                   | 光城县、乐安县 | |
| 弋阳郡         | 治定城（今河南省潢川县西）                                 | 定城县 | |
| 宋安郡         | 治乐宁（今河南省罗山县南）                                 | 乐宁县、宋安县 | |
| 丰安郡         | 治新城（今河南省光山县西）                                 | 新城县 | |
| 定州           | 治蒙笼城（今湖北省麻城市东北）                             | 辖郡：弋阳郡、建宁郡、定城郡 | 573年克北齐而得，579年失陷于北周                                                                          |
| 弋阳郡         | 治信安（今湖北省麻城市东北）                               | 信安县 | 侨郡 |
| 建宁郡         | 治建宁（今湖北省麻城市西南）                               | 建宁县 | |
| 定城郡         | 治今湖北省麻城市一带                                       | （辖县不详） | |
| 蕲州           | 治今湖北省浠水县）                                         | 辖郡：永安郡 | 573年克北齐而得，579年失陷于北周                                                                          |
| 永安郡         | 治希水（今湖北省浠水县）                                   | 希水县 | |
| 沔州           | 治甑山（今湖北省汉川市东南）                               | 辖郡：汊川郡 | 567年克北周而得，后失陷于北周，580年，司马消难以沔州来降，旋即失陷                                        |
| 汊川郡         | 治甑山（今湖北省汉川市东南）                               | 甑山县 | |
| 新蔡郡         | 治不详                                                     | （不详） | 575-589年太守改为內史                                                                                     |
| 巴东郡         | 治不详                                                     | （不详） | 586-589年太守改为內史                                                                                     |
| 臨江郡         | 治不详                                                     | （不详） | 586-589年太守改为內史                                                                                     |
| 新興郡         | 治不详                                                     | （不详） | 583-589年太守改为內史                                                                                     |
| 岳山郡         | 治不详                                                     | （不详） | 583-589年太守改为內史                                                                                     |
| 梁城郡         | 治不详                                                     | （不详） | 582-589年太守改为相                                                                                       |